# (28123) 1998 SM74
A (28123) 1998 SM74 a Naprendszer kisbolygóövében található aszteroida. Eric Walter Elst fedezte fel 1998. szeptember 21-én.